# 仙台市立秋保中学校
仙台市立秋保中学校（せんだいしりつあきうちゅうがっこう）は、宮城県仙台市太白区秋保町長袋字大原にある公立中学校。

## 沿革
- 1947年4月 - 秋保小学校内に秋保村立秋保中学校として開校
- 1948年12月 - 現在の場所に校舎が完成
- 1967年4月 - 秋保町立秋保中学校に改称
- 1988年3月1日 - 秋保町立秋保中学校から仙台市立秋保中学校へ名称変更
- 1989年4月 - 白沢地区の生徒を熊ヶ根中学校へ編入。

## 学区
旧秋保町の全域（仙台市立秋保、湯元、馬場の各小学校の学区）、川崎町本砂金地区

## 交通アクセス
- 仙台市営バス・宮城交通秋保中学校前バス停下車すぐ。

## 出身著名人
- 郡和子 - 現仙台市長